# SWF

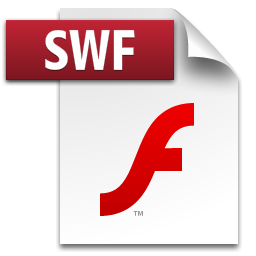
Ikona formátu SWF

SWF je formát souboru pro Adobe Flash, který se využívá v multimédiích, vektorové grafice a pro ActionScript. Formát vznikl ve společnosti FutureWave Software, kterou koupila společnost Macromedia v prosinci 1996. Od konce roku 2005 je formát pod kontrolou společnosti Adobe Systems díky akvizici Macromedia. SWF soubory mohou obsahovat animace nebo applety s různou úrovní interaktivity a funkce.
SWF byl dominantní formát pro zobrazení animované vektorové grafiky na webu. Může být také uplatněn v různých aplikacích. Obvykle jej využívají hry běžící v prohlížeči, které používají ActionScript.
SWF soubory mohou být generovány různými produkty Adobe: Flash, Flash Builder a After Effects. Zároveň je možné je generovat pomocí MXMLC, překladače, který je součástí volně dostupného Flex SDK. Kromě produktů Adobe je možné vytvářet soubory SWF open source nástroji – překladačem MTASC (Motion-Twin ActionScript 2 Compiler) a knihovnou Ming, a softwarovými nástroji SWFTools. Existují také různé programy třetích stran, které mohou produkovat soubory v tomto formátu například Multimedia Fusion 2, Captivate a SWiSH Max.
Původně se termín SWF používal jako zkratka názvu ShockWave Flash. Aby nedošlo k záměně s technologií Shockwave, ze které bylo SWF odvozeno, změnil se název na Small Web Format.

## Historie
Malá firma FutureWave Software původně definovala formát souboru s jedním hlavním cílem: vytvořit malé soubory pro zobrazení zábavných animací. Hlavní myšlenkou bylo vytvořit formát, který je možné pustit v přehrávači na kterémkoli systému a který by bez problémů pracoval i s pomalejším připojením k síti. FutureWave vydala v květnu 1996 FutureSplash Animator (v r. 2016 jako Adobe Animate). V prosinci 1996 společnost Macromedia koupila FutureWave a z FutureSplash Animator se stal Macromedia Flash 1.0.
V roce 2005 proběhla akvizice Macromedia firmou Adobe.
Dne 1. května 2008 Adobe opustilo licenční omezení specifikace formátu SWF jako součást projektu Open Screen Project. Rob Savoye, člen vývojového týmu Gnash, však některé části formátu Flash ponechal uzavřené. 1. července 2008 Adobe vydala kód umožňující vyhledávačům Google a Yahoo indexovat soubory SWF.

## Popis
Formát původně limitovaný pouze na prezentaci vektorově založených objektů a obrázků v jednoduchých sekvencích umožňuje v pozdějších verzích přehrát audio (od verze Flash 3), video (od verze Flash 6) a poskytuje mnoho různých forem interakce s uživatelem. SWF soubor může být po jeho vytvoření přehrán v přehrávači Adobe Flash Player, který funguje jako samostatná aplikace nebo jako modul v prohlížeči. SWF soubor je také možné zabalit s přehrávačem a vytvořit tak samospustitelný film zvaný "projektor". Adobe poskytuje moduly Adobe Flash Player a Adobe Integrated Runtime k přehrávání souborů SWF v prohlížečích na mnoha operačních systémech včetně Microsoft Windows, Mac OS X a Linux pro architekturu x86. Od roku 2007 je v intenzivním vývoji Gnash, bezplatná implementace SWF přehrávače. Další variantou je open source projekt Swfdec.
Z nezávislé studie provedené Milwardem Brownem vyplývá, že přes 99% uživatelů internetu má nainstalovaný modul SWF a cca 90% uživatelů používá nejnovější verzi Flash Player.
Konzole PlayStation Portable může omezeně přehrávat soubory SWF v prohlížeči (od verze firmwaru 2.71). Konzole Nintento Wii a Sony PS3 také přehrají soubory SWF ve svém prohlížeči.

## Licence
Adobe uvolnila částečnou specifikaci formátu SWF. V dokumentu údajně chybí „velké množství“ informací potřebných ke kompletní implementaci SWF. Opomíná specifikace pro RTMP a Sorenson Spark. Specifikace RTMP byla však uveřejněna v červnu 2009 a kodek Sorenson Spark není majetkem společnosti Adobe. Až do května 2008 nebylo možné kvůli licenci implementovat software, který přehraje SWF. Od 1. května 2008 však Adobe upustila od těchto omezení na formátech SWF a FLV. Specifikace SWF je však stále vydána za velice omezujících licenčních podmínek.
Implementace software, který generuje soubory SWF bylo vždy povoleno za podmínky, že výsledné soubory se bezchybně vykreslí v poslední dostupné verzi přehrávače Adobe Flash Player.
GNU začala vyvíjet bezplatný přehrávač SWF zvaný Gnash pod licencí GPL (GNU General Public License). Další variantou je přehrávač Swfdec. GNU však neposkytuje finanční podporu ani jednomu projektu.
Scaleform GFx je komerční alternativa přehrávače SWF, která poskytuje plnou hardwarovou akceleraci využívající GPU. Scaleform GFx je licencován jako herní middleware a je využíván v mnoha hrách pro PC a konzole pro tvorbu uživatelských rozhraní, miniher a přehrávání videa.